# Кальцеолярия трёхраздельная
Кальцеоля́рия трёхразде́льная (лат. Calceolaria tripartita) — вид двудольных цветковых растений, включённый в род Кальцеолярия (Calceolaria) семейства Кальцеоляриевые (Calceolariaceae). Самый распространённый вид рода.

## Ботаническое описание
Кальцеолярия трёхраздельная — многолетнее травянистое растение, достигающее 10—100 см в высоту. Стебель прямостоячий или приподнимающийся. Листья расположенные супротивно, на узких черешках до 4,5 см длиной, в очертании яйцевидные, разделённые на три доли, с сильно зазубренным или дважды-пильчатым краем, обычно не превышают 8,5 см.
Цветки на цветоножках до 15 см длиной, с зелёной чашечкой, разделённой на яйцевидные заострённые чашелистики с зубчатым краем. Венчик ярко-жёлтого цвета, без пятнышек, двугубый, верхняя губа 3—5×3—6 мм, нижняя — 8—24×10—22 мм.
Плод — коробочка до 8 мм длиной, зелёного или сиреневатого цвета, железисто-опушённая.

## Ареал
Ареал кальцеолярии трёхраздельной на севере ограничен горами Мексики. Южная граница естественного ареала — юго-восток Перу. Одичавшие растения встречаются в Бразилии, Чили, на Кубе и Ямайке, на Галапагосских островах, на Маврикии, а также в Индии, Непале, Китае, Шри-Ланке, на Азорских островах.

## Таксономия
|  |                                      |  |                                                         |                                                         |                           |  | ещё 22 семейства (согласно Системе APG III) | ещё 22 семейства (согласно Системе APG III) |                                 |  |  |  | ещё около 275 видов |
|  |                                      |  |                                                         |                                                         |                           |  | ещё 22 семейства (согласно Системе APG III) | ещё 22 семейства (согласно Системе APG III) |                                 |  |  |  | ещё около 275 видов |
|  |                                      |  |                                                         | порядок Ясноткоцветные                                  |                           |  |                                             |                                             | род Кальцеолярия                |  |  |  |                     |
|  |                                      |  |                                                         | порядок Ясноткоцветные                                  |                           |  |                                             |                                             | род Кальцеолярия                |  |  |  |                     |
|  | отдел Цветковые, или Покрытосеменные |  |                                                         |                                                         | семейство Кальцеоляриевые |  |                                             |                                             | вид Кальцеолярия трёхраздельная |  |  |  |                     |
|  | отдел Цветковые, или Покрытосеменные |  |                                                         |                                                         | семейство Кальцеоляриевые |  |                                             |                                             |                                 |  |  |  |                     |
|  |                                      |  | ещё 58 порядков цветковых растений (по Системе APG III) | ещё 58 порядков цветковых растений (по Системе APG III) |                           |  |                                             | ещё 1—2 рода                                | ещё 1—2 рода                    |  |  |  |                     |
|  |                                      |  |                                                         | ещё 58 порядков цветковых растений (по Системе APG III) |                           |  |                                             |                                             | ещё 1—2 рода                    |  |  |  |                     |

### Синонимы
- Calceolaria celendinensis López Guillén, 1969
- Calceolaria chelidonioides subsp. serratifolia López Guillén, 1968
- Calceolaria chelidonioides subsp. truncata López Guillén, 1969
- Calceolaria chelidonioides var. flaccida Benth., 1846
- Calceolaria chelidonioides var. parviflora Benth., 1846
- Calceolaria corazonica Gilli, 1981
- Calceolaria gracilis Kunth, 1818
- Calceolaria heterophylla Willd., 1809, nom. illeg.
- Calceolaria micrantha Pennell, 1945
- Calceolaria puru-puru Kraenzl., 1929
- Calceolaria ranunculoides Kraenzl., 1905
- Calceolaria sarmentosa Kraenzl., 1905
- Calceolaria scabiosifolia Roem. & Schult., 1822, nom. superfl.
- Calceolaria soukupii López Guillén, 1968
- Calceolaria velardei López Guillén, 1968
- Fagelia gracilis (Kunth) Kuntze, 1891
- Fagelia scalaris Pennell, 1920
- Fagelia tripartita (Ruiz & Pav.) Kuntze, 1891